# Camarade
Camarade település Franciaországban, Ariège megyében. Lakosainak száma 209 fő (2022. január 1.). Camarade Clermont, Lescure, Le Mas-d’Azil, Mauvezin-de-Sainte-Croix, Montesquieu-Avantès, Montfa és Montbrun-Bocage községekkel határos.

## Népesség
A település népességének változása:
| Lakosok száma | 226  | 178  | 158  | 146  | 182  | 178  | 182  | 194  | 200  | 209  |
|               | 1968 | 1982 | 1990 | 2006 | 2013 | 2015 | 2017 | 2019 | 2020 | 2022 |